# Julie Reisserová
Julie Reisserová née Kühnlova (9 octobre 1888 — 25 février 1938, Prague) est une poète, chef d'orchestre, compositrice et critique musicale tchèque.

## Biographie
Julie Reisserová nait à Prague en 1888. Elle étudie le piano avec Adolf Mikeš et le chant dramatique avec Richard Figar. Elle étudie de 1919 à 1921 la composition à Prague avec Josef Bohuslav Foerster. Elle poursuit ses études à Bern avec Ernst Hohlfeld. Elle suit également des cours de composition  à Paris avec Albert Roussel.
Elle se marie en 1921  avec le diplomate tchèque Jan Reisser et part avec lui en Suisse (1921-1929), à Belgrade (1930-1933) et à Copenhague (1933-1936). Elle continue pendant ce temps sa carrière de compositeur. Ses œuvres sont jouées à Berne, Paris, Genève, Copenhague et Philadelphie.
Reisserová traduit en tchèque Le testament de la tante Caroline, une opérette d'Albert Roussel sur un livret de Nino (Michel Veber). La première a lieu le 14 novembre 1936 à Olomouc — une représentation en allemand a lieu le 28 avril 1937 à Prague,.

## Œuvres

### Musique orchestrale
- La Bise, c. 1927-1929
- Suita pro orchestr [Suite pour orchestre], c. 1928-1931 (Titre d'origine : Letni den [Jour d’été]. [Copenhague], Atelier Elektra, s.d. [c. 1934 ?].
- Pastorale Maritimo pour orchestre, 1933. [Copenhague], Atelier Elektra, s.d. [c. 1933 ?].

### Musique pour piano
- Esquisses, piano seul, 1928-1932. Copenhague, Skandinavisk og Borups Musikforlag, 1935.
- Deux Allegros pro Klavir, c. 1934
- Pièces diverses : Allégresse ; Le Vent ; Dve melodie [Deux mélodies] ; Jarní [Le Printemps] ; Pramen [La Source]

### Musique vocale
- Březen, cyklus písnís orkestrem (Giboulées de mars, cycle de mélodies avec orchestre), 1923-1925, 1931. (i) Copenhague, Atelier Elektra, s.d. [c. 1934 ?]. (ii) Copenhague, Skandinavisk og Borups Musikforlag, 1934.
- Březen, cyklus písní s orkestrem Klavírní vytah prof. Emil Hájek (Giboulées de mars, cycle de mélodies avec orchestre, accompagnement clavier du prof. Emil Hájek). Copenhague, Skandinavisk og Borups Musikforlag, 1934.
- Slavnostní den, ženský sbor (Jour de fête, chœur de femmes), 1935. [Copenhague], Atelier Elektra, 1935.
- Pod sněhem, cyklus písnís klavírem na texty čínské poesie (Sous la neige, cycle de mélodies avec piano sur des poésies chinoises), 1936.
- Předjaří (Le début du printemps); première mélodie d’un cycle inachevé de trois mélodies avec orchestre, 1936.

### Varia
- Poledního údělu (Partage de midi), ouverture pour orchestre pour la pièce de Paul Claudel, c. 1919.
- Projet de Quatuor à cordes, c. 1931.

Reisserová publie aussi en 1934 un recueil de poèmes, In Margin Vitae, contenant des poèmes écrits en tchèque, allemand, français et anglais.

## Enregistrements
Esquisses nos. 1 et 2: https://www.youtube.com/watch?v=QQHy4LElE4k (Yuliya Minina, piano).

## Sources
- (en) Cet article est partiellement ou en totalité issu de l’article de Wikipédia en anglais intitulé « Julie Reisserová » (voir la liste des auteurs).
- Jean-Paul C. Montagnier, « Autour de la Pastorale maritimo de Julie Reisserová (1888-1938) », Revue belge de musicologie, 74 (2020), pp. 143–166.
- Jean-Paul C. Montagnier, « Julie Reisserová (1888-1938): A Czech Woman Composer of Importance », in It’s a Man’s World? Künstlerinnen in Europas Musik-Metropolen des frühen 20. Jahrhunderts. Sous la direction de Kaï Hinrich Müller et Sabine Meine, coll. « Musik – Kultur – Geschichte ». Würzburg : Königshausen & Neumann GmbH, 2023, pp. 157-167.
- Jean-Paul C. Montagnier, Julie Reisserová (1888-1938): Czech Composer and Feminist. Cambridge: Cambridge University Press, 2025,  (ISBN 9781009517362).
- Julie Reisserová, Œuvres pour orchestre. Orchestral Works, édition de Jean-Paul C. Montagnier. Berlin: Ries & Erler, 2022.
- Julie Reisserová, Březen. Version pour orchestre / Orchestral Version, édition de Jean-Paul C. Montagnier. Berlin: Ries & Erler, 2023.
- Julie Reisserová, Musique de chambre / Chamber Music, édition de Jean-Paul C. Montagnier. Berlin: Ries & Erler, 2023.